# バス停留所 (映画)
『バス停留所』（バスていりゅうじょ、Bus Stop）は、1956年のアメリカ合衆国のロマンティック・コメディ映画。
監督はジョシュア・ローガン、出演はマリリン・モンローとドン・マレーなど。
原作は劇作家ウィリアム・インジの同名舞台劇。

## ストーリー
声だけは大きいが、世間知らずで知性が無く、社交性にも著しく欠けるカウボーイ、ボーリガード・”ボー”・デッカーとボーの仲間で父親代わりのヴァージル・ブレシングは、ロデオ大会に参加するため、モンタナ州ティンバーヒルからアリゾナ州フェニックスまでバスに乗る。ヴァージルは、21歳の童貞であるボーに女性に興味を持つようにと勧める。ボーは最初はその考えに消極的で怖がっていたが、やがて「天使」を見つけたいと言い出し、その天使を見ればすぐにそれと分かるだろうなどと言う。ボーは車内でも幾つかの小さいトラブルを起こし、途中の休憩場所であるユタ州内のグレース・ダイナー（グレースが経営する食堂で停留所も兼ねる）でも粗野な振る舞いを見せる。
フェニックスのブルー・ドラゴン・カフェで、ボーはカフェ所属の歌手であるシェリーを一目見て恋をしてしまう。シェリーはアーカンソー州のオザーク高原出身の野心的な娘で、ハリウッドスターになることを夢見ている。”That Old Black Magic”を歌う彼女にボーは魅了され、店の規則に反して外に連れ出しキスをして、キスを許されたことは彼女と婚約したことであると思い込む。シェリーはボーに肉体的に惹かれはするが、彼女をモンタナに連れて行こうとするボーの計画には抵抗する。結婚するつもりはないとボーに告げるが、ボーは頑固で聞く耳を持たない。
翌日、ボーは結婚許可証を取得し、寝不足で疲れているシェリーをロデオ・パレードの見物とロデオ会場に引っ張り出す。そこでボーは暴れ馬に乗り、子牛ローピングと雄牛乗りの競技にも参加し、優秀な成績により4,000ドルもの賞金を獲得する。ボーはロデオ会場でシェリーと結婚するつもりだったのだが、シェリーは会場から逃げ出す。ボーはブルー・ドラゴン・カフェでシェリーを捕まえるが、シェリーは裏窓から逃げる。シェリーがロサンゼルス行きのバスに乗るべくバス停留所にいると、モンタナに帰るバスに乗るために停留所に来たボーはシェリーを投げ縄で捕まえてモンタナ行きのバスに無理矢理乗せてしまう。
途中、バスは行きで停まったのと同じ場所、グレース・ダイナーに停まる。シェリーはボーがバスで眠っている間に再度逃げようとするが、道路が吹雪で塞がれており、乗客たちはダイナーに留まることを余儀無くされる。バスの運転手カール、ウェイトレスのエルマ、カフェのオーナーのグレースは、ボーがシェリーを強引に連れて来たことを今や知っている。カールは乗客の安全に責任を負っている運転手としてボーと殴り合いの喧嘩をし、負けたボーはシェリーに謝った上でシェリーを解放することを約束させられる。しかし、なかなかそうすることが出来ないでいる。
翌朝、吹雪は止み、バスが出発出来ることになる。ボーはシェリーに謝罪し、許しを請う。ボーはシェリーの幸せを祈り、彼女なしで出発する支度をする。シェリーはボーに近づき、自分にはこれまで多くの交際相手がいて、彼が思っているような女性ではないと告白する。ボーはシェリーに自分には「経験」が無いことを告白する。ボーは別れのキスをさせて欲しいとシェリーに言い、2人は初めて本当のキスをする。シェリーは、自分が男性に求めていたのは自分が大切にされることだけなのだと言い、それはバスの中でエルマと一緒に座った時にもシェリーが言っていたことだった。ボーが態度を改めたことから、シェリーはボーに惹かれ始める。彼はシェリーの過去を受け入れ、そのことがシェリーの心を動かす。シェリーは彼にどこへでも付いて行くと告げる。2人を見たヴァージルはボーに、もうお前には私は必要無いのだと言い、その場に残ることにする。それでもボーがヴァージルを無理矢理バスに乗せようとすると、シェリーはボーに向かって、自分が思っていることをヴァージルに強制することは出来ないと彼を諭す。漸く物事を分かり始めたボーは、寒そうなシェリーに自分のジャンパーを着せ、バスに乗るようにと恭しくシェリーを誘う。

## キャスト
| 役名                   | 俳優                   | 日本語吹替                | 日本語吹替                      | 日本語吹替                                                                 |
| 役名                   | 俳優                   | NHK版                     | NETテレビ版                     | 東京12ch版                                                                 |
| ---------------------- | ---------------------- | ------------------------- | ------------------------------- | -------------------------------------------------------------------------- |
| シェリー（チェリー）   | マリリン・モンロー     | 冨士眞奈美                | 向井真理子                      | 向井真理子                                                                 |
| ボー・デッカー         | ドン・マレー           | 愛川欽也                  | 沢木順                          | 橋本功                                                                     |
| ヴァージル・ブレシング | アーサー・オコンネル   | 早野寿郎                  | 富田耕生                        | 山内雅人                                                                   |
| グレース               | ベティ・フィールド     | 林洋子                    | 寺島伸枝                        |                                                                            |
| ヴェラ                 | アイリーン・ヘッカート |                           |                                 |                                                                            |
| カール                 | ロバート・ブレイ       | 小林修                    |                                 | 阪脩                                                                       |
| エルマ・ダックワース   | ホープ・ラング         | 富田千代美                | 松島トモ子                      | 幸田直子                                                                   |
| 不明 その他            |                        |                           |                                 | 前田敏子 藤夏子 池田勝 巴菁子 広瀬正志 伊井篤史 小滝進 鈴木一輝 田中美由紀 |
| 日本語吹替版スタッフ   |                        |                           |                                 |                                                                            |
| 演出                   | 演出                   |                           |                                 | 福永莞爾                                                                   |
| 翻訳                   | 翻訳                   |                           |                                 | 宇津木道子                                                                 |
| 効果                   | 効果                   |                           |                                 | 新音響                                                                     |
| 調整                   | 調整                   |                           |                                 | 近藤勝之                                                                   |
| 制作                   | 制作                   |                           |                                 | コスモプロモーション                                                       |
| 解説                   | 解説                   |                           | 淀川長治                        | 深沢哲也                                                                   |
| 初回放送               | 初回放送               | 1967年12月31日 『劇映画』 | 1975年11月23日 『日曜洋画劇場』 | 1981年1月1日 『木曜洋画劇場』                                              |

※DVD・BDには東京12ch版の吹替が収録。

## 作品の評価
セックスシンボルのイメージを脱したかったマリリン・モンローが、ニューヨークのアクターズ・スタジオで演技のレッスンを受け、いくつかの舞台を経験した 後に、ハリウッド復帰した作品であり、第14回ゴールデングローブ賞では主演女優賞（ミュージカル・コメディ部門）にノミネートされた。因みに同賞は、その後1959年の映画『お熱いのがお好き』で受賞している。
Rotten Tomatoesによれば、14件の評論のうち高評価は79%にあたる11件で、平均点は10点満点中7.32点となっている。

### 受賞歴
| 賞                         | 部門                                     | 対象                 | 結果       |
| -------------------------- | ---------------------------------------- | -------------------- | ---------- |
| 第29回アカデミー賞         | 助演男優賞                               | ドン・マレー         | ノミネート |
| 第14回ゴールデングローブ賞 | 作品賞（ミュージカル・コメディ部門）     |                      | ノミネート |
| 第14回ゴールデングローブ賞 | 主演女優賞（ミュージカル・コメディ部門） | マリリン・モンロー   | ノミネート |
| 第10回英国アカデミー賞     | 有望新人賞                               | ドン・マレー         | ノミネート |
| 第9回全米監督協会賞        | 長編映画監督賞                           | ジョシュア・ローガン | ノミネート |

## エピソード
ドン・マレーとホープ・ラングの2人とっては共に映画デビュー作であり、この映画の公開前の1956年4月14日に2人は結婚している（1961年7月7日に離婚）。